# Беспалова-Примак Ірина Володимирівна
Беспалова-Примак Ірина Володимирівна (* 19 березня 1977, Луганськ) — українська співачка (сопрано), актриса Київського театру оперети. Заслужена артистка України (2012).

## Життєпис
Закінчила Луганське музичне училище та Донецьку державну консерваторію ім. С. С. Прокоф'єва (клас Раїси Колесник). Під час навчання працювала у Донецькому театрі опери та балету ім. Анатолія Солов'яненка.
З 2001 року працює у Національній опереті України. «Молода, перспективна, обдарована солістка театру, вона наполегливо працює над кожним новим образом. Вона бездоганно володіє технікою співу, а її чарівність полонила багатьох прихильників жанру» — зазначається на офіційному сайті театру.

## Ролі
- Адель («Летюча миша» Й. Штрауса)
- Ернестіна («Звана вечеря з італійцями» Ж. Оффенбаха)
- Віолетта («Фіалка Монмартру» І. Кальмана)
- Еліза («Моя чарівна леді» Ф. Лоу)
- Стассі («Сільва» І. Кальмана)
- Лізхен («Кавова кантата» Й. С. Баха)
- Маринка («Таке єврейське щастя» І. Поклада)
- Чіполліно («Чіполліно» В. Домшинського)
- Арсена («Циганський барон» Й. Штрауса)
- Ліллі Ванессі («Цілуй мене, Кет!» К. Портера)
- Коріна («Мадемуазель Нітуш» Ф. Ерве)
- Беатріче, Федеріко (чоловіча роль) («Труффальдіно із Бергамо» О. Колкера)[3]
- Дзеркало («Білосніжка та семеро гномів» В. Домшинського)[4]
- Хелен (Welcome to Ukraine або подорож у кохання, лібрето Б. Струтинського)
- Грасіела («Любовний монолог» за Г.-Г. Маркесом)

## Нагороди і досягнення
- Грамота Верховної Ради України
- Премія Кабінету Міністрів України «За особливі досягнення молоді у розбудові України»
- І премія IV Міжнародного конкурсу вокалістів ім. С. Прокоф'єва (Маріуполь, 2000)
- ІІ премія І Міжнародного конкурсу вокалістів «Солов'їний ярмарок» ім. А. Солов′яненка (Донецьк, 2000).
- Учасниця XXXVIII Міжнародного конкурсу ім. Ф. Віньяса (Барселона) та І Міжнародного конкурсу артистів оперети «Operetta Land» (Москва).